# Intel 82288

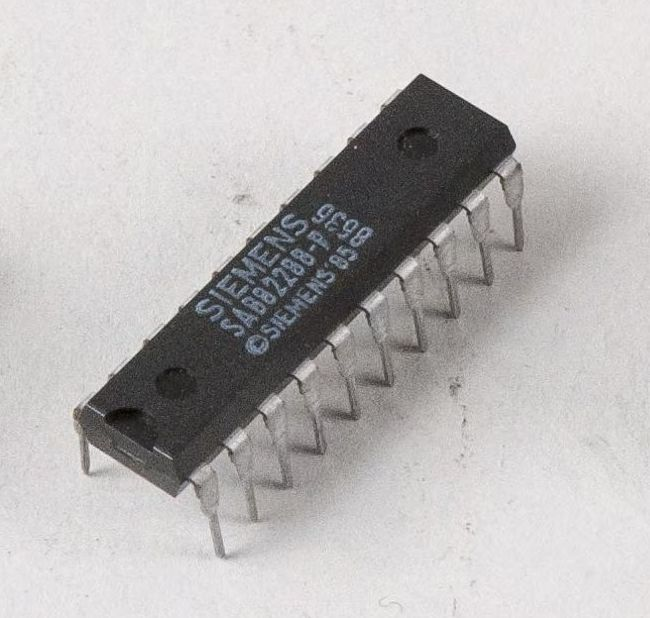
Siemens SAB82288-P

Der Intel 82288 ist ein Bus-Controller-Chip, der für den Intel-80286-Prozessor entwickelt wurde. Der Baustein wird im 20-Pin-DIL-Gehäuse geliefert. Er wurde u. a. an AMD, Fujitsu und Siemens lizenziert. Im IBM PC AT wird er in Nachfolge zum 8288 verwendet.